# Tovéř
Tovéř, bis 1921 Toveř (deutsch Towersch, älter auch Towerz), ist eine Gemeinde in Tschechien. Sie liegt sieben Kilometer nordöstlich von Olomouc und gehört zum Okres Olomouc.

## Geographie
Tovéř befindet sich am westlichen Fuß der Radíkovská vrchovina (Radikauer Bergland) über der Obermährischen Senke (Hornomoravský úval). Nordöstlich erhebt sich der Radíkovský kopec (444 m) mit dem Fernsehturm Radíkov und im Osten der Svatý kopeček (412 m). Westlich des Ortes verläuft die Staatsstraße I/46 von Olomouc nach Šternberk.
Nachbarorte sind Dolánky und Dolany im Norden, Radíkov im Osten, Svatý Kopeček im Südosten, Samotišky im Süden, Chválkovice und Týneček im Südwesten, Hlušovice im Westen sowie Moravská Loděnice und Trusovice im Nordwesten.

## Geschichte
Die erste schriftliche Erwähnung von Tovir erfolgte 1203. Im Jahre 1239 wurde der Ort als Towir, 1272 als Towirz, 1275 als Thowircz, 1281 als Towirs, 1317 als Thowiers, 1358 als Dobyrs und 1368 als Towerz bezeichnet. Im Jahre 1378 erwarben der Leitomischler Bischof Albrecht von Sternberg und sein Neffe Peter von Sternberg Thowierz und Dolany von den Brüdern Beneš und Půta von Wildenberg auf Bouzov. Im darauffolgenden Jahr schenkte der Bischof ungeachtet eines durch die Abtei Hradisch, der die Hälfte von Thowirz sowie die Schänke und ein Gehöft in Dolany gehörte, dagegen eingelegten Protestes beide Dörfer zusammen mit weiteren Gütern der Kartause Tržek. Zwischen 1388 und 1409 errichtete der Orden bei Dolany die Kartause „Vallis Josaphat“, die 1437 von der Stadt Olmütz aufgekauft und geschleift wurde. Weitere Namensformen waren Thovíř (1481), Tovíř (ab 1512), Toveř (ab 1526), Towersch (ab 1669), Towiersch (1676), Towerz (ab 1720) und Towerž (1771). Die Matriken wurden seit 1648 in Dolany geführt. Bis zur Aufhebung der Kartause Olmütz im Jahre 1782 blieb Toveř über 400 Jahre im Besitz der Kartäuser. Danach wurde es als Teil der Herrschaft Dollein an die Kameralherrschaft Hradisch angeschlossen und 1826 an Philipp Ludwig Graf Saint-Genois ď Aneaucourt (1790–1857) verkauft. 1834 bestand das Dorf aus 32 Häusern und hatte 224 Einwohner.
Nach der Aufhebung der Patrimonialherrschaften bildete Toveř / Towersch ab 1850 eine Gemeinde in der Bezirkshauptmannschaft Olmütz. Ab 1921 gehörte die Gemeinde unter dem neuen Namen Tovéř zum Okres Olomouc-venkov. 1950 kam Tovéř zum Okres Olomouc-okolí und seit dessen Aufhebung im Jahre 1961 gehört der Ort zum Okres Olomouc. Im Jahre 1961 wurde Tovéř nach Dolany eingemeindet. Seit 1990 bildet Tovéř wieder eine eigene Gemeinde.

## Gemeindegliederung
Für die Gemeinde Tovéř sind keine Ortsteile ausgewiesen.

## Sehenswürdigkeiten
- Kapelle der hll. Kyrill und Method auf dem Dorfplatz, erbaut 1844
- Steinernes Kreuz aus dem Jahre 1862, auf dem Dorfplatz
- Bildstock am alten Weg von Dolany nach Samotišky, geschaffen in der zweiten Hälfte des 18. Jahrhunderts
- Dreifaltigkeitssäule, westlich des Dorfes an der Straße nach Olomouc